# Дроковые
Дро́ковые (лат. Genisteae) — триба кустарников подсемейства Мотыльковые семейства Бобовые, состоит во основном из трёх родов Chamaecytisus, Ракитник (Cytisus) и Дрок (Genista), но есть также другие малые роды, имеющие: одни — желтые цветки, другие — белые, розовые или пурпурные.

## Роды
Триба включает в себя следующие роды:
- Adenocarpus DC. — Аденокарпус
- Anarthrophyllum Benth.
- Argyrocytisus (Maire) Frodin & Heywood ex Raynaud
- Argyrolobium Eckl. & Zeyh.
- Calycotome Link
- Chamaecytisus Link — Ракитничек
- Cytisophyllum O.Lang
- Cytisus Desf. — Ракитник
- Dichilus DC.
- Echinospartum (Spach) Fourr. — Эхиноспартум
- Erinacea Adans.
- Genista L. — Дрок
- Gonocytisus Spach — Углоракитник
- Hesperolaburnum Maire
- Laburnum Fabr. — Лабурнум, или Бобовник
- Lupinus L. — Люпин
- Melolobium Eckl. & Zeyh.
- Petteria C.Presl
- Podocytisus Boiss. & Heldr.
- Polhillia C.H.Stirt.
- Retama Raf. — Ретама
- Sellocharis Taub.
- Spartium L. — Метельник
- Stauracanthus Link
- Ulex L. — Улекс, или Утёсник

## Галерея
- Cytisus scoparius
- Genista hirsuta en flor
- Дрок красильный
- Genista monspessulana en flor
- Cytisus scoparius
- Calicotome villosa